# Jonas Donizette
Jonas Donizette Ferreira (Monte Belo, 25 de junho de 1965) é um radialista e político brasileiro, filiado ao Partido Socialista Brasileiro (PSB). Foi prefeito de Campinas até 2020. Atualmente é deputado federal.
Entre seus familiares, igualmente radialistas e políticos, se encontram Luiz Lauro Ferreira, Luiz Lauro Ferreira Filho, mais conhecido como Luiz Lauro Filho, que faleceu em 2020, e Tadeu Marcos Ferreira.

## Atuação política
Residente em Campinas desde 1969, Jonas Donizette começou sua carreira política em 1992, pelo PSDB, quando foi eleito vereador para Câmara de Vereadores de Campinas com 5.123 votos. Foi reeleito em 1996, ainda pelo PSDB, com a expressiva votação de 19.457 votos, se tornando o vereador mais votado naquela eleição. Em 2000, pelo PSDB, foi eleito com 18.655 votos, novamente o mais votado em Campinas, para cumprir seu 3° mandato na Câmara Municipal. Em 2001, foi eleito 1º vice-presidente da Casa. 
Durante seu 3° mandato na Câmara de Campinas, saiu do PSDB e se filiou ao PSB em 2001.
Em 2002, pelo PSB, elegeu-se deputado estadual com a marca de 39.095 votos, reelegendo-se em 2006 para seu 2° mandato na ALESP com 89.374 votos. Na Assembleia Legislativa, Jonas Donizette exerceu a liderança da bancada do PSB entre março de 2005 e março de 2006 e entre março de 2008 e março de 2009. 
Em 26 de abril de 2017, foi eleito presidente da Frente Nacional de Prefeitas e Prefeitos e, em março de 2019, foi reeleito.
O prefeito Jonas Donizette participou, em 2018, do curso de gestão pública na Universidade Colúmbia, em Nova York. Em 2019, participou do programa internacional de liderança pública da Universidade de Stanford, em Washington.
Jonas Donizette enquanto prefeito foi condenado por improbidade administrativa no ano de 2020 pelo TJ-SP (Tribunal de Justiça do Estado de São Paulo. A decisão dita que deve ocorrer a demissão de 450 funcionários contratados irregularmente, além da suspensão dos direitos políticos por 5 anos e do pagamento de 30 salários como multa.

## Condecorações
| Insígnia | País   | Honra                                 | Data                   |
| -------- | ------ | ------------------------------------- | ---------------------- |
|          | Brasil | Grande Oficial da Ordem de Rio Branco | 21 de novembro de 2023 |